# 陳隨意
陳隨意（1975年12月14日—），台灣彰化縣人，台灣男歌手、男演員。

## 經歷
陳隨意於1975年12月14日出生在台灣彰化縣福興鄉。彰化縣秀水高工畢業，經營團膳便當公司。
陳隨意參加八大電視第一屆亞洲新人歌唱大賽獲得優勝，現為豪記唱片公司歌手。

## 家庭
陳隨意已婚，配偶為台語女歌手謝宜君，育有一兒一女。

## 音樂專輯
- 2004年10月，八大電視亞洲新人歌唱大賽合輯「繼續向前行」。
- 2006年1月，孫建平與「音樂廣場」合輯。
- 2006年12月，江蕙「博杯」專輯，對唱「返來阮的夢」。

| 次序 | 年份       | 專輯名稱   | 曲目 |
| ---- | ---------- | ---------- | --- |
| 1    | 2008年10月 | 愛情總舖師 | 曲目 1. 你乾杯 2. 我是你的總舖師 3. 無情的人不是我 4. 尚速配(陳隨意vs唐儷)(熱情對唱) 5. 天外天 6. 愛一半 7. 淡水之戀 8. 讓步(陳隨意vs許志豪)(義氣合唱) 9. 無情的火車 10. 我對不起你                                                     |
| 2    | 2009年10月 | 愛你一世人 | 曲目 1. 愛你一世人 2. 心落雪 3. 暫時的愛(陳隨意&陳淑萍) 4. 無人管 5. 惜命命 6. 變卦 7. 憨憨的愛 8. 錯過的愛 9. 意亂情迷 10. 覺醒 |
| 3    | 2011年1月  | 今生只為你 | 曲目 1. 等我出頭天 2. 今生只為你(&唐儷) 3. 厝內 4. 知己 5. 隨意 6. 異鄉情淚 7. 拼到底 8. 對妳的思念 9. 愛甲這呢痴 10. 流浪的戀情 |
| 4    | 2012年1月  | 今生的伴   | 曲目 1. 愛過生份人 2. 今生的伴(vs謝宜君) 3. 男人的肩胛 4. 斷情絲 5. 陳董 6. 我賭一口氣 7. 青春舞台 8. 月彎彎 9. 情人眼裡出西施 10. 愛過妳                                                                                               |
| 5    | 2013年5月  | 今生的諾言 | 曲目 1. 成功 2. 今生的諾言(&謝宜君) 3. 煽東風 4. 有夠傷啦 5. 昨暝相思雨 6. 孟婆湯 7. 酒醉固定人 8. 兄弟情 9. 相思情(&蔡秋鳳) 10. 借愛(&陳思安)                                                                                          |
| 6    | 2014年4月  | 媽媽我愛您 | 曲目 1. 愛妳一生 2. 含慢子 3. 媽媽我愛您 4. 問蒼天 5. 做你的天星 6. 一輩子的愛 7. 你的手 8. 唯一 9. 不甘妳的人(&謝宜君) 10. 愛要大聲講出來(&謝宜君)                                                                                     |
| 7    | 2015年6月  | 男人       | 曲目 1. 男人 (三立五點檔《家和萬事興》 (重播版)、三立八點檔《世間情》7月片尾曲) 2. 一生守候(&唐儷) 3. 八兩金 4. 今朝有酒今朝醉 5. 手牽手 6. 玫瑰紅 7. 兄弟啊 8. 擱一擺來愛你 9. 幸福的春天(& 喬幼) 10. 組曲(1.迷魂香 2.陳董 3.笑談人生) |
| 8    | 2016年10月 | 鹿港思帶路 | 曲目 1. 鹿港思帶路 (三立五點檔《牽手》 (重播版)、三立八點檔《甘味人生》9月片頭曲；10月片尾曲) 2. 千金難換(& 謝宜君) 3. 最愛的妳 4. 傷心的街巷 5. 思鄉 6. 傷心歌 7. 愛成癡 8. 心不捨                                                     |
| 9    | 2017年7月  | 愛情衝衝衝 | 曲目 1. 愛情衝衝衝 (三立五點檔《牽手》 (重播版)、三立最新八點檔大戲一家人6月份主題曲；7月份片尾曲) 2. 借一掛風vs謝宜君 3. 問相思vs謝宜君 4. 愛我還是伊 5. 春風有情 6. 鹿港的花蕊 7. 惦惦離開 8. 愛不對時                                |
| 10   | 2018年5月  | 愛你若性命 | 曲目 1. 愛你若性命 (民視八點檔《幸福來了》片尾曲) 2. 思念到何時vs謝宜君 3. 作夢也會笑 4. 不敢哭出聲 5. 瀟洒的男兒 6. 同心飛同齊 7. 勇敢向前走                                                                                           |
| 11   | 2019年6月  | 我在你心裡 | 曲目 1. 故鄉情歌 2. 我在你心裡vs謝宜君 (三立五點檔《一家人》 (重播版)、三立八點檔《炮仔聲》6月片頭曲) 3. 愛妳無地比 4. 男人追追追 5. 寂寞的城市 6. 今仔日 7. 麥相找 8. 愛你的心肝                                                       |
| 12   | 2020年6月  | 放你孤單飛 | 曲目 1. 孤單恰恰 2. 放你孤單飛 (三立五點檔《一家人》 (重播版)、三立八點檔《炮仔聲》6月片頭曲) 3. 愛藏心內 4. 重情的人 5. 愛妻總舖師 6. 愛情無老師 7. 望天傳呼他 8. 相思淚                                                               |
| 13   | 2021年7月  | 牡丹雨     | 曲目 1. 紅塵一場夢 2. 牡丹雨（唐儷合唱）（民視八點檔《黃金歲月》片尾曲） 3. 男人酒女人淚（唐儷合唱） 4. 愛的情火 5. 雪花箭 6. 解相思 7. 酸甜苦澀 8. 隨風而去                                                                            |
| 14   | 2022年7月  | 男人的性命 | 曲目 1. 男人的性命（三立八點檔《一家團圓》片尾曲） 2. 哈爾濱之戀（謝宜君合唱） 3. 共度一生（謝宜君合唱） 4. 人生若照鏡 5. 愛的恰恰 6. 捙蛆的風 7. 海港情 8. 男兒的淚                                                                    |
| 15   | 2023年5月  | 舊情再相逢 | 曲目 1. 一擔男人米 2. 舊情再相逢（林琇琪合唱）（民視八點檔《市井豪門》片尾曲） 3. 夢前年vs楊靜 4. 夢中海 5. 寂寞公路 6. 情路為你暈 7. 舊裘仔 8. 反背的罪                                                                                |
| 16   | 2024年6月  | 我若放袂記 | 曲目 1. 鹿港的雨 2. 我若放袂記（民視八點檔《愛的榮耀》片尾曲） 3. 舊情再綿綿（謝宜君合唱） 4. 你隨緣我隨意 5. 心碎的背影 6. 過路感情線 7. 心變心 8. 無解                                                                                |
| 17   | 2025年8月  | 心愛嘸倘哮 | 曲目 1. 魯力 2. 心愛嘸倘哮（林琇琪合唱）（民視八點檔《好運來》片尾曲） 3. 漂浪男兒 4. 有量的人 5. 真憨也假憨 6. 讀心 7. 三月天的愛情 8. 雨中有風                                                                                        |

## 電視作品

### 戲劇
陳隨意參與2013年三立華人電視劇《美味的想念》，客串飾演「阿水師」，當國廚料理長兼BCSC爭霸賽評審，被稱為「總鋪師歌王」。

### 主持
| 年份   | 頻道 | 節目                   | 備註                                           |
| ------ | ---- | ---------------------- | ---------------------------------------------- |
| 2024年 | 中視 | 《綜藝一級棒》         | 和許志豪、康康、李子森、杜忻恬、陳孟賢合作主持 |
| 2024年 | 中視 | 《辣味滿屋－絕代雙椒》 | 和郎祖筠、王琄、蕭志瑋合作主持                 |

## 外部連結
- 陳隨意的Facebook專頁
- 陳隨意的Instagram帳戶
- YouTube上的陳隨意 豪記官方專屬頻道